# Calatrava la Nueva
Pour les articles homonymes, voir Calatrava.
Le château-couvent de Calatrava la Nueva (en espagnol Sacro convento-castillo de Calatrava la Nueva) est un château et un couvent médiéval espagnol, situé dans la commune d'Aldea del Rey, près d'Almagro, dans la province de Ciudad Real (Castille-La Manche, Espagne).
Il tient son nom de l'ordre de Calatrava, qui était originellement situé à Calatrava la Vieja, 60 km plus au nord. En 1217, l'ordre s'est installé dans ce nouveau château, de ce fait, il a pris le nom de « nouveau » (nueva en espagnol).

## Protection
La basilique fait l’objet d’un classement en Espagne au titre de bien d'intérêt culturel depuis le 3 juin 1931.

## Source
- (en) Cet article est partiellement ou en totalité issu de l’article de Wikipédia en anglais intitulé « Calatrava la Nueva » (voir la liste des auteurs).